# Alberto Lora Ramos
Alberto Lora Ramos (Móstoles, 25 de març de 1987) és un futbolista professional madrileny, que ocupa la posició de defensa, actualment al Marino de Luanco.

## Trajectòria esportiva
Format a les categories inferiors del Reial Madrid, arribà a ser co-capità de l'equip juvenil dels madridistes. El 2006 fitxà per l'Sporting de Gijón, que l'incorporà al seu filial. El 2007 debuta al primer equip, i a la temporada 08/09 hi debuta a la màxima categoria amb els asturians.